# Corredores complementarios
Los corredores complementarios son un componente del sistema de transporte público urbano del área metropolitana de Lima, el cual está conformado por la provincia de Lima y la provincia constitucional del Callao. Se constituyen por una red de líneas o servicios de autobuses urbanos que cubren las principales avenidas del área metropolitana.
Desde el inicio de su implementación en 2014 hasta la actualidad, los corredores han realizado más de 520 millones de viajes. Asimismo, se estima que los servicios operativos movilizan a más de 425 mil usuarios al día.

## Historia
Los Corredores Complementarios fue una parte del Sistema Integrado de Transporte de Lima y Callao (SIT), organizada por la alcaldesa Susana Villarán y la Municipalidad Metropolitana de Lima, para modernizar y mejorar el transporte de la ciudad. Se pronosticó que esto se terminaría de realizar en 3 años. El primer corredor que circuló en Lima fue el Corredor Azul TGA (Tacna - Garcilaso - Arequipa) a comienzos de agosto de 2014. Esto hizo que las avenidas en donde circulaba aquel corredor fuesen exclusivamente de este, haciendo que las rutas que circulaban por esas vías fuesen desviadas o recortadas oficialmente. El primer servicio en circular fue el 301, seguido del 303 y 302. Estos buses fueron de empresas que ganaron la licitación para operar la ruta. Comenzó a circular de modo de prueba solo los fines de semana, para verificar la posible demanda en días laborables. Durante las pruebas, los viajes fueron gratuitos. Estos servicios tuvieron una gran acogida por parte de los usuarios, quienes calificaron que el servicio era superior a las rutas tradicionales de transporte. El presidente de Protransporte (un ente de la Municipalidad de Lima que se encargó de administrar los Corredores Complementarios), Gustavo Guerra García, aseguró que se implementará gradualmente rutas alimentadoras, 19 en total, para satisfacer la demanda de los usuarios, siendo el servicio alimentador 351 el primero que se confirmó que operaría. Esto nunca se realizó. Posteriormente, se confirmaría que circularán en el mismo año los corredores restantes: el Rojo, Morado, Amarillo y Verde. Luego se lanzó el primer servicio expreso del corredor Azul. A partir del 1 de setiembre, comenzó la marcha blanca de operaciones de lunes a domingo.
Actualmente, se planea operar todas las rutas que faltan licitar, esto como medida para combatir la informalidad.

## Estructura
Un corredor complementario puede definirse como un grupo de servicios de autobuses que prestan servicio en un mismo eje troncal, conformado generalmente por grandes avenidas metropolitanas. Abastecen rutas de mediana capacidad en vías mixtas y, en teoría, complementan a los sistemas masivos como el metro y el Metropolitano.
Mientras que la administración del sistema está a cargo de la ATU, la operación recae en concesionarios privados. A 2019, hay 18 servicios adjudicados mediante licitación pública a 6 consorcios. Asimismo, se cuenta con una flota de aproximadamente 800 unidades, en su mayoría autobuses de 12 metros.
Los corredores están diferenciados por colores según resolución de alcaldía N° 380-2015. Inicialmente se implementaron cinco corredores.

## Servicios
Actualmente, los corredores complementarios cuentan con 14 servicios operativos: 4 del Corredor Rojo, 6 del Corredor Azul y 4 del Corredor Morado. Inicialmente se proyectaron 63 servicios troncales y 125 servicios alimentadores. Sin embargo, no se ha llegado a implementar todos estos servicios. 
| Corredor                                        | Servicios               | Flota                       | Concesionarios                                                                                           |
| ----------------------------------------------- | ----------------------- | --------------------------- | --- |
| Corredor RojoJavier Prado - La Marina - Faucett | 201 204 206 209         | 300 autobuses 5 articulados | Allin Group - Javier Prado S.A.                                                                          |
| Corredor AzulTacna - Garcilaso - Arequipa       | 301 303 305 336 370 371 | 125 autobuses 32 midibuses  | Consorcio Transporte Arequipa S.A.                                                                       |
| Corredor MoradoPróceres - Abancay - Brasil      | 404 405 406 412         | 150 autobuses               | Consorcio Empresarial Futuro Express S.A. Consorcio Nueva Alternativa S.A. Consorcio Santa Catalina S.A. |

## Recaudo
En todos los servicios actualmente operativos, los medios de pago válidos son la tarjeta Lima Pass y la tarjeta del Metropolitano. El uso de dinero en efectivo fue desplazado paulatinamente por el cobro con tarjetas desde inicios de 2019. No obstante, este sistema de recaudo es provisional, debido a que no pasó por proceso de licitación y fue elegido por los propios consorcios operadores.

## Polémicas

### Cese de operaciones del Corredor Morado
A inicios del mes de marzo de 2024, el representante de las concesionarias del Corredor Morado, Gerardo Hermoza, anunció que la mencionada ruta suspendería indefinidamente sus operaciones, producto de la falta de pagos por parte del Estado que ascendería a los S/.300 millones de soles. Luego de un paro de 48 horas, en que la ATU permitió a buses de otras empresas de transporte cubrir la ruta del corredor, se retomó el servicio. Esto gracias a las conversaciones que se realizaron entre ambas partes y el compromiso presentado por el Ministerio de Transportes de saldar la deuda, fortalecer la fiscalización y reglamentar la ley de chatarreo de vehículos informales.

## Flota
Cada corredor tiene diferentes modelos y carrocerías en su flota.

### Corredor Morado
| Modelo y chasis                                   | Año  | Longitud  | Tipo           | Origen | Estado    |
| ------------------------------------------------- | ---- | --------- | -------------- | ------ | --------- |
| Modasa Titán Urbano VW 17-210 OD GNV Euro V       | 2016 | 12 metros | Dual           | Perú   | Operativo |
| Modasa Titán Urbano VW 17-230 OD GNV Euro V       | 2020 | 12 metros | Convencional   | Perú   | Operativo |
| Comil Svelto MB OF-1721 BlueTec5                  | 2012 | 12 metros | Convencional   | Brasil | Operativo |
| Comil Svelto MB OF-1721 Euro II                   | 2008 | 12 metros | Convencional   | Brasil | Operativo |
| Metalval Metalbus Urbano MB OF-1721 BlueTec5      | 2013 | 12 metros | Dual           | Perú   | Operativo |
| Yutong ZK6120NG2 GNV Euro V                       | 2015 | 12 metros | Convencional   | China  | Operativo |
| Marcopolo Torino MB OF-1721 Euro II               | 2007 | 12 metros | Convencional   | Brasil | Operativo |
| Apple Bus Astro MB OF-1721 Euro II                | 2010 | 12 metros | Convencional   | Perú   | Operativo |
| Caio Apache S22 MB OF-1721 Euro II                | 2005 | 12 metros | Convencional   | Brasil | Operativo |
| Yutong ZK6900 GNV Euro V                          | 2015 | 9 metros  | Microbus       | China  | Operativo |
| Busscar Urbanuss Pluss S1 Hyundai Super Aero City | 2010 | 18 metros | Articulado BRT | Brasil | Operativo |

### Corredor Azul
| Modelo y chasis                                   | Año  | Longitud  | Tipo     | Origen | Estado    |
| ------------------------------------------------- | ---- | --------- | -------- | ------ | --------- |
| Modasa Titán Urbano VW 17-210 OD GNV Euro V       | 2016 | 12 metros | Dual     | Perú   | Operativo |
| Modasa Titán Urbano VW 17-210 OD GNV Euro V       | 2011 | 12 metros | Dual     | Perú   | Operativo |
| Modasa Apolo Titán Urbano VW 10-160 OD GNV Euro V | 2016 | 9 metros  | Microbus | Perú   | Operativo |

### Corredor Rojo
| Modelo y chasis                             | Año  | Longitud  | Tipo           | Origen | Estado    |
| ------------------------------------------- | ---- | --------- | -------------- | ------ | --------- |
| Modasa Titán Urbano VW 17-210 OD GNV Euro V | 2016 | 12 metros | Dual           | Perú   | Operativo |
| Modasa Titán Urbano VW 17-210 OD GNV Euro V | 2011 | 12 metros | Dual           | Perú   | Operativo |
| King Long XMQ6120C2                         | 2012 | 12 metros | Convencional   | China  | Operativo |
| BYD K12A                                    | 2019 | 12 metros | Dual           | China  | Operativo |
| Modasa IronBus VW 18-280 OT LE GNV Euro V   | 2018 | 18 metros | Articulado BRT | Perú   | Operativo |